# さいたま市立柏陽中学校
さいたま市立柏陽中学校（さいたましりつ はくようちゅうがっこう）は、埼玉県さいたま市岩槻区にある公立中学校。

## 沿革
- 1982年（昭和57年）
  - 4月1日 - 岩槻市立岩槻中学校より分離し、岩槻市立柏陽中学校として開校[1]。
  - 11月15日 - 開校記念日及び校章（関根将雄制作）・校歌（作詞：宮澤章二、作曲：杉山頴司）[2]
- 2005年（平成17年）4月1日 - さいたま市へ編入合併に伴い、校名をさいたま市立柏陽中学校に改称。
- 2014年（平成26年） - 特別支援学級（知的）を新設。

## 部活動

### 運動部
- 野球部[3]
- サッカー部
- 陸上競技部
- ソフトテニス部（男子・女子）
- バレーボール部（男子・女子）
- 卓球部（男子・女子）
- バスケットボール部（男子・女子）

### 文化部
- 吹奏楽部
- 美術部
- 自然科学部

## 交通アクセス
- 東武野田線岩槻駅から徒歩25分。
- 埼玉高速鉄道浦和美園駅からバスで25分。

## 出身者
- 間橋香織（バレーボール選手：KUROBEアクアフェアリーズ）
- 佐藤健(俳優)